# István Németh
István Németh (* 1958 in Ungarn) ist ein deutscher Ballettmeister und Choreograf. 
Németh begann seine tänzerische Laufbahn in Ungarn im Alter von zehn Jahren. 1980 bestand er an der Staatshochschule für Tanz Budapest seine Diplom-Prüfung als Tänzer- und Ballettmeister und zudem im Fach Choreografie mit Auszeichnung. Zunächst arbeitete er beim Tanztheater Győr und choreografierte dort für Nicolas Schöffer. Gemeinsam mit dem Ballett Győr-Ensemble tanzte er in zahlreichen Hauptrollen in zahlreichen internationalen Hauptstädten, unter anderem auch bei den Richard-Wagner-Festspielen. Von 1986 bis 1995 war Németh als Solotänzer und Choreograf an den Städtischen Bühnen Augsburg (später: Theater Augsburg) engagiert. Heute arbeitet er in Augsburg als Ballettlehrer und Choreograf zusammen mit seiner Frau, der Prima Ballerina Natalie Böck-Németh an der 1995 gemeinsam gegründeten Ballett- und Musicalakademie Dance center Nr1 im Glaspalast Augsburg. Um junge Talente noch intensiver zu fördern, gründete István Németh die Ballettcompany und Ausbildungsklasse der Schule.